# Матвеев, Борис Степанович
Бори́с Степа́нович Матве́ев (1889—1973) — советский зоолог, профессор (1931), заслуженный деятель науки РСФСР (1970).

## Детство и юность
Борис Степанович Матвеев родился на хуторе своего отца Степана Григорьевича Матвеева в Бобровском уезде Воронежской губернии. Его отец был земским служащим; мать, Анна Петровна, — учительница в гимназии. Борис Степанович был третьим ребёнком в семье.
В 1908 году он окончил 8-ю Московскую (Шелапутинскую) гимназию и поступил на естественное отделение физико-математического факультета Московского университета. В 1913 году окончил университет по специальности зоология и сравнительная анатомия. Выполнял специальные работы под руководством профессоров П. П. Сушкина и М. А. Мензбира, а потом профессора А. Н. Северцова. В 1913 году был оставлен при Московском университете, а в 1915 году — избран сначала внештатным, а потом штатным ассистентом в Институте Сравнительной Анатомии МГУ. В 1914 году он был отправлен в заграничную командировку и работал на Неаполитанской Зоологической станции.

## Зрелые годы
С 1918 года Борис Степанович занимал должность старшего ассистента и заведующего хозяйством Института сравнительной анатомии МГУ; в 1923 году был избран штатным научным сотрудником НИИ Зоологии (НИИЗ) МГУ; в 1926 — стал приват-доцентом МГУ; в 1927 — утверждён в должности доцента МГУ по сравнительной эмбриологии; в 1930 — назначен действительным членом НИИЗ МГУ.
С 1930 по 1935 год состоял старшим зоологом и заместителем директора лаборатории эволюционной морфологии Академии Наук СССР (ныне Институт проблем экологии и эволюции имени А. Н. Северцова РАН); с 1935 года — заведующий лабораторией онтогенеза Института.
В феврале 1931 года назначен профессором, заведующим кафедрой морфологии и систематики позвоночных  биологического факультета МГУ и заведующим лабораторией морфологии позвоночных НИИЗ МГУ. В 1934 году утверждён наркоматом просвещения в должности профессора МГУ и действительного члена НИИЗ МГУ. В 1934 году утверждён в учёной степени доктора биологических наук по разделу зоология и эволюционная морфология. Тогда же в 1934 кафедра переименована в кафедру зоологии и сравнительной анатомии позвоночных. Её Борис Степанович возглавлял вплоть до 1951 года. В 1938 году состоял членом университетской Комиссии по разработке Устава МГУ.
В 1955 году подписал «Письмо трёхсот».
Скончался на своей даче в Подмосковье 21 сентября 1973 года. Похоронен на Новодевичьем кладбище рядом с матерью (3 участок).

## Педагогическая деятельность
В МГУ вёл следующую педагогическую деятельность:
- в 1915—1918 г. вёл практические занятия по сравнительной анатомии.
- с 1918 г. до конца жизни руководил практикумом по зоологии и сравнительной анатомии позвоночных.
- с 1925 г. организовал практикум по сравнительной эмбриологии
- с 1927 г. читал курс сравнительной эмбриологии и вёл специальный практикум по морфологии позвоночных
- с 1930 г. до конца жизни читал курс сравнительной анатомии позвоночных и руководил работой по кафедре зоологии и сравнительной анатомии позвоночных.
- в 1942—1944 г. читал курс истории биологии и дарвинизма.

Помимо университета проводил следующую преподавательскую работу:
- в 1915—1920 г. преподавал естествознание на Пречистенских рабочих курсах (Курсовой переулок).
- в 1921 г. состоял профессором общей зоологии на медицинском факультете Смоленского Государственного Университета.
- в 1922 г. читал сравнительную анатомию в Пречистенском практическом институте.
- в 1926 г. читал общую биологию в центральном техникуме театрального искусства.
- в 1928—1929 г. руководил курсом анатомии на курсах Птицеводства при Зоотехническом институте.
- в 1929—1930 г. преподавал общую биологию на вечерних курсах рабочих МСПО при рабфаке 2-го МГУ.
- в 1930—1932 г. преподавал курс биологии и эволюционного учения в Академии Коммунистического воспитания им. Н. К. Крупской
- в 1932—1934 г. читал курс сравнительной анатомии в геологоразведочном институте.

## Труды
Принимал участие в написании и редактировании учебников: «Общей биологии» А. Ф. Шелла (Aaron Franklin Shull «Principles of animal biology»), Зоологии для педагогических вузов, редактировал руководство по зоологии в восьмитомном издании МГУ. Кроме того, занимался редактированием трудов института эволюционной морфологии, трудов А. Н. Северцова. В 1923—1935 г. состоял членом редакции «Зоологического журнала», в 1935—1937 г. членом редакционного совета журнала «Успехи современной биологии». В 1934—1938 г. заведовал отделом морфологии в Реферативном Биологическом журнале. С 1942 года состоял заместителем ответственного редактора «Зоологического журнала».

## Семья
Был женат на своей коллеге зоологе Елене Васильевне Рылковой (1889—1946). Имел двоих детей: Александра (1926—2008) и Анну (1927—2014)

## Награды
- орден Ленина (1950)
- орден Трудового Красного Знамени (10.06.1945)
- орден «Знак Почёта» (1940)
- медаль «За трудовую доблесть» (1946)
- Заслуженный деятель науки РСФСР (1970)